# Robert Koff
Robert Koff (Los Angeles, Califòrnia, Estats Units, 12 de febrer de 1919 - Lexington, Massachusetts, Estats Units, 22 de febrer de 2005) va ser un violinista i pedagog musical estatunidenc.
Va ser un violinista popular interpretant obres clàssiques conegudes amb el Juilliard Quartet. Va ser professor en la Universitat Brandeis de Boston, on entre d'altres alumnes tingué a Jeanne Lamon.

## Enregistraments més populars de Koff
- Bergsma: Third Quartet-I. Moderato
- Bergsma: Third Quartet-III. Lento
- String Quartet: Allegro Risoluto
- Harold Shapero: String Quartet No. 1: I
- Bergsma: Third Quartet-II. Presto
- String Quartet No. 1: II
- Harold Shapero: String Quartet No. 1: I
- Bergsma: Third Quartet-II. Presto
- String Quartet No. 1: II (tots amb els seus companys del The Juilliard String Quartet)[2]

## Cites i referències
1. ↑  Kozinn, Allan «Robert Koff, 86, a Juilliard String Quartet Founder, Is Dead». New York Times, 25-02-2005 [Consulta: 10 juny 2021].
2. ↑  [enllaç sense format] https://www.shazam.com/es/artist/200150522/robert-koff Arxivat 2021-06-10 a Wayback Machine.